# Hansjörg Minder
Hansjörg Minder (* 13. April 1942 in Zürich) ist ein ehemaliger Schweizer Radrennfahrer und nationaler Meister im Radsport.

## Sportliche Laufbahn
Minder begann 1959 mit dem Radsport. 1961 qualifizierte er sich für die A-Klasse der Amateure mit dem Sieg in der Habsburg-Rundfahrt. Er gewann die nationale Meisterschaft im Mannschaftszeitfahren 1961, 1962 und 1963 mit dem RV Höngg. Im Strassenradsport war er 1963 in der Kaistenberg-Rundfahrt erfolgreich.
Im Bahnradsport gewann er 1963 den Schweizer Titel im Omnium. In der Mannschaftsverfolgung wurde er 1963 Schweizer Meister. 1964 verteidigte er den Titel. 1973 gewann er die Meisterschaft im Sprint.